# Jesús Gil Manzano
Jesús Gil Manzano (Don Benito, Badajoz, Extremadura, 4 de febrer de 1984), és un àrbitre de futbol extremeny de la primera divisió. Pertany al Comitè d'Àrbitres d'Extremadura.
Va dirigir el partit de tornada de la promoció d'ascens a Primera Divisió de 2012 entre l'Agrupació Esportiva Alcorcón i l'Hèrcules d'Alacant (0-0). Aconseguí l'ascens a primera divisió juntament amb el col·legiat canari Alejandro José Hernández Hernández. Va debutar a la primera divisió el 25 d'agost de 2012 en el partit Màlaga Club de Futbol contra el Reial Mallorca (1-1)